# Äppelskorv
Äppelskorv (Venturia inaequalis) är en svampart som först beskrevs av Mordecai Cubitt Cooke, och fick sitt nu gällande namn av G. Winter 1875. Äppelskorv ingår i släktet Venturia och familjen Venturiaceae.  Arten är reproducerande i Sverige. Inga underarter finns listade i Catalogue of Life.

## Källor

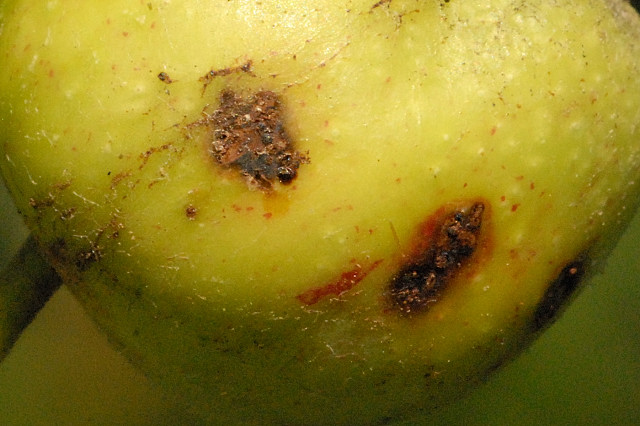
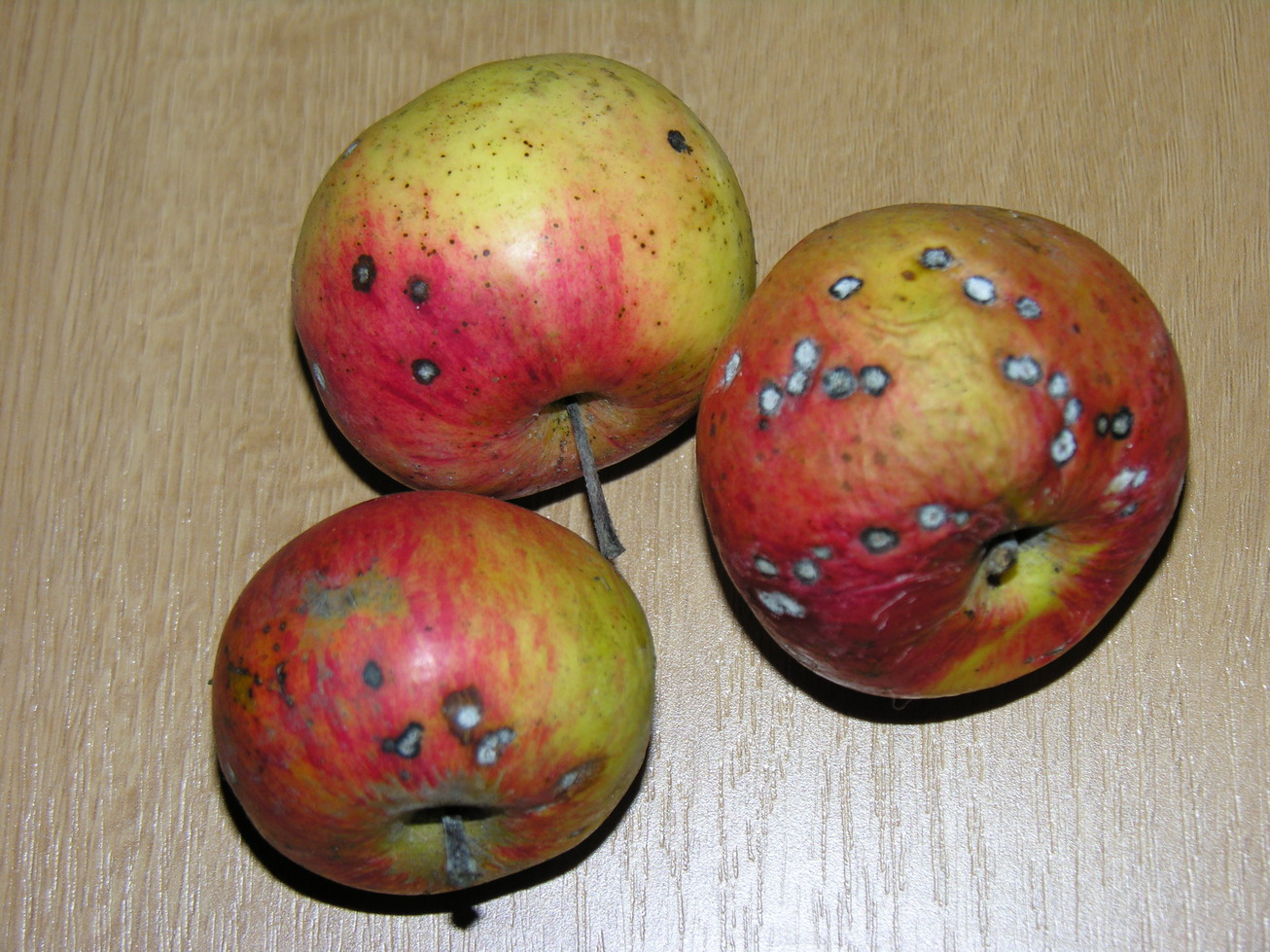